# میخل ورسلویس
میخل ورسلویس (هلندی: Mechiel Versluis؛ زادهٔ ۲۹ ژوئیه ۱۹۸۷) یک قایقران روئینگ اهل هلند است.
از افتخارات وی میتوان به کسب مدال برنز هشت‌نفره تک‌پارو در بازی‌های المپیک تابستانی ۲۰۱۶ اشاره کرد.